# Globalvia
Globalvia es una sociedad cuyo objeto social es el desarrollo y operación de infraestructuras de transporte. Sus mercados objetivos son los países OCDE con especial énfasis en la Unión Europea y Norteamérica. En el año 2012 estaba presente en España, Chile, México, Costa Rica, Irlanda, Portugal y Andorra.

## Antecedentes
A finales de los años ochenta y principios de los años 90 un equipo de FCC radicado en Barcelona después de un largo proceso logró ser adjudicatario del primer túnel de peaje que se licitaba tras 15 años sin convocarse ningún concurso de concesiones, era el Túnel de Sóller, posteriormente le siguieron los tres puertos deportivos de Marina Puerto Viejo, Náutica Tarragona y el Puerto de Torredembarra.
Caja Madrid fue adjudicataria de la primera concesión convocada en la Comunidad de Madrid, el Tren de Arganda, Concesiones de Madrid y Ruta de los Pantanos, coincidiendo en el accionariado de estas sociedades con el equipo de FCC que ya se había trasladado a Madrid.
El Ministerio de Fomento inicio en el año 99 su Plan de Autopistas de Peaje, donde de nuevo coincidieron en el accionariado de dos nuevas concesiones, Accesos de Madrid (R3 y R5) y ACEGA.
En el año 2000 Caja Madrid segrega del negocio de la financiación, la participación en capital y crea una División de Infraestructuras dependiente de la Corporación Financiera.
A partir de ese momento la División de Infraestructuras participa activamente del sector de concesiones, adjudicándose HENARSA (Radial2), CIRALSA (Circunvalación Alicante).
Mientras tanto FCC sigue creciendo su cartera con los tranvías de Barcelona, Tranbaix y Tranbesos y autopista de AUCOSTA.
| Concesionaria     | País   | Autopistas | Tramos                                          |
| ----------------- | ------ | ---------- | ----------------------------------------------- |
| Acega             | España | AP-53      | Santiago de Compostela - AG-53                  |
| Ausol             | España | AP-7       | Málaga - Guadiaro                               |
| Ciralsa           | España | AP-7       | Autopista de Circunvalación de Alicante         |
| Accesos de Madrid | España | R-3, R-5   | Madrid - Arganda del Rey, Madrid - Navalcarnero |
| Henarsa           | España | R-2        | Madrid - Guadalajara                            |

### Globalvia
En el verano del año 2005, Esther Koplowitz y Miguel Blesa acuerdan iniciar los estudios para que pudieran combinarse los dos negocios concesionales que ambos grupos poseían en sus respectivas carteras. A partir de entonces la relación se hace cada vez más estrecha, licitando conjuntamente y siendo adjudicatarios del Metro de Barajas y el Hospital del Sureste de Arganda del Rey.
En el año 2006, FCC y Bankia aprueban en sus respectivos Consejos de Administración la formación de una empresa donde se integran ambos negocios concesionales. Finalmente, en el año 2007 se crea Globalvia, participada al 50% por ambos accionistas. El objetivo primordial era unir en un solo grupo todos los activos en concesión de infraestructuras que estas dos compañías tenían en sus portfolios.
En la primavera del año 2006, tanto Caja Madrid como FCC aprueban en sus respectivos Consejo de Administración la formación de una empresa conjunta donde se integraran ambos negocios concesionales. Al frente de esta tarea se encargaron los responsables de los negocios concesionales de ambos grupos, que posteriormente fueron nombrados como Presidente y director general de Globalvía, Jesús Duque y Javier Falces respectivamente.
Finalmente en enero de 2007 se constituye Globalvía, con el objetivo primordial de ganar tamaño y obtener el control en el mayor número de concesiones. En esa época se adjudica las dos autopistas de Irlanda, se gana en concurso público el contrato de concesión por un período de 30 años de la Autopista Necaxa-Tihuatlán (85 km de longitud), la cual forma parte del principal eje viario que une México, D. F. y Vera, se adjudica el contrato de concesión, para la construcción y explotación por un período de 30 años de la Autopista Transmontana IP4 (194 km de longitud) y el Hospital de Sondureta en Palma de Mallorca.
En el año 2008 y en el marco de una nueva expansión mundial con especial atención a Estados Unidos y Latinoamérica. Globalvia gana el concurso privado internacional por el que adquiere a Bacomex sus dos autopistas en Chile, Autopista del Aconcagua y Autopista del Itata. Con esta operación Globalvia pasa a controlar el 100% de ambos activos.
Finalmente en el año 2009, Globalvia asciende al 2.º puesto por número de concesiones según el ranking publicado por la revista Public Works Financing.
A mediados del año 2009, se incorpora Juan Béjar como Presidente y en el año 2010 se produce una reorientación del porfolio y se define como activos estratégicos los proyectos de autopistas y ferrocarriles.
Globalvia adquiere en el 2011 el 32,7% de las acciones que Banesto tiene en Túnel de Sóller, transacción por la que Globalvia pasa a controlar el 89,23% de este activo.
Un año más tarde Globalvia compra el 33,3% de Ruta de los Pantanos (Madrid, España). Con esta operación se pasa a controlar el 100% del activo. A esta operación hay que sumarle la compra primero del 17% y posteriormente del 35% de Ruta 27 (Costa Rica). Con esta operación se pasa a controlar el 100% del activo.
En 2013 Globalvia cierra el acuerdo por el que PGGM y OPTrust contribuirán conjuntamente con 350 millones de Euros al instrumento del convertible. Universities Superannuation Scheme (USS), fondo de pensiones británico, se compromente a aportar 150 millones de Euros. Los fondos de pensiones PGGM (Holanda) y OPTrust (Canadá) amplían su aportación en 100 millones de Euros cada uno. Con esta operación Globalvia obtiene los 750 millones de Euros previstos para dar continuidad al proceso de crecimiento y realización de nuevas inversiones. Este mismo año Javier Pérez Fortea es nombrado Consejero Delegado de la empresa y Globalvia sigue consolidándose como uno de los líderes mundiales en concesiones de infraestructuras. Según el ranking de 2013 de la prestigiosa revista Public Works Financing Globalvia ocupa el 2.º puesto por número de concesiones por quinto año consecutivo.
En el año 2014 adquiere el 88,23% de las acciones de Metro de Sevilla. También adquiere el 11,78% en Tramvía Metropolitá, S.A. y el 12,88% Tramvía Metropolitá del Besòs, S.A., pasando a controlar el 42.44% y el 43,05% respectivamente. En este año Globalvia inaugura el Metro de Málaga y el Tramo Nuevo Necaxa – Ávila Camacho (TC1) de la Autopista México – Tuxpan. Globalvia adquiere el 98,1% de las acciones de Túnel de Sóller.
En 2022 adquiere a Operador Ferroviario de Levante S.L. el 24% de Intermodalidad de Levante S.A., empresa operadora de transporte de pasajeros por ferrocarril en España.